# Sooglossus thomasseti
Sooglossus thomasseti es una especie de anfibio anuro de la familia Sooglossidae.

## Distribución y hábitat
Es endémica de las islas Seychelles (islas de Mahé y Silhouette), en altitudes entre 80 y 994 m. Está amenazada de extinción por la destrucción de su hábitat natural.